# Cuz I Love You
Cuz I Love You è il terzo album in studio della cantante statunitense Lizzo, pubblicato il 19 aprile 2019.

## Antefatti e copertina
Lizzo ha annunciato l'album a fine gennaio 2019 e il 13 febbraio ha condiviso la sua copertina, in cui appare nuda. Paper ha definito la cover una "splendida crescita e trasformazione per Lizzo", aggiungendo che "i grassi, e specialmente i grassi e i corpi neri sono raramente trattati con tanta cura dai fotografi, figuriamoci sulle copertine degli album che siederanno sugli scaffali Target e Walmart.”
(Lizzo parlando della copertina.)

## Accoglienza
| Recensione          | Giudizio |
| ------------------- | -------- |
| Metacritic          | 82/100   |
| AllMusic            |          |
| The Daily Telegraph |          |
| The Guardian        |          |
| The Independent     |          |
| NME                 |          |
| The Observer        |          |
| Pitchfork           | 6.5/10   |
| Rolling Stone       |          |
| Vice                | A-       |

Cuz I Love You è stato accolto positivamente dalla critica. Su Metacritic, ha ricevuto un punteggio medio di 82 su 100, basato su 22 recensioni, indicando acclamo universale.
Heather Phares di AllMusic ha dichiarato “Alimentato da un’energia che non molla mai, Cuz I Love You è una vetrina trionfale per ogni parte del talento, della fisicità e della sessualità di Lizzo." Jumi Akinfenwa di Clash ha elogiato l’album, affermando che "Offrendo un mix di pop, hip-hop, R&B e una spruzzata di trap e neo soul per buona misura, Lizzo copre tutte le basi e l’album è l'introduzione perfetta al suo mondo per il pubblico mainstream.  Dopotutto, questo è il mondo di Lizzo e noi ci stiamo vivendo dentro.” Rachel Finn di DIY Magazine ha dato una valutazione positiva all'album, scrivendo che "la vibrante personalità e l'umorismo di Lizzo brilla attraverso una serie di tracce che passano tra elementi di funk, pop e R&B con facilità”.
In un articolo per NME, Natty Kasambala ha descritto l’album come "impeccabilmente come la stessa Lizzo: pop al centro, ma con riferimenti costanti alle sue radici jazz e all'amore storico per il twerking." Claire Biddles di Line of Best Fit ha condiviso sentimenti simili, dichiarando "Affascinante, avvincente e apparentemente senza sforzo, Cuz I Love You è la dichiarazione di superstar di Lizzo". Zachary Hoskins di Slant Magazine ha concluso che "il talento di Lizzo è sempre stato evidente, ma il materiale di questo album, il suo più forte fino ad oggi, le permette di metterlo in mostra." Per la languida e seducente neo-anima del brano di chiusura Lingerie, il suo entusiasmo è contagioso quanto meritato."
Alcuni recensori hanno avuto reazioni meno positive dell'album. In una recensione per The Guardian, Alexis Petridis ha scritto che "Lizzo ha qualcosa da dire e un modo intelligente per dirlo… ma la potenza di ciò che è qui sembrerebbe più potente se fosse stato concesso un po' di spazio per respirare... Invece, Cuz I Love You tiene il piede premuto sull'acceleratore per mezz'ora nel tentativo di scalare le classifiche." Anche Rawiya Kameir è stato critico in una recensione per Pitchfork, sostenendo che "Nonostante la sua ovvia abilità e carisma, alcune delle undici canzoni dell'album sono gravate da produzione eccessiva, giri di parole imbarazzanti e rapping a mani nude."

## Tracce
1. Cuz I Love You – 2:59 (Adam Levin, Casey Harris, Melissa Jefferson, Russ Flynn, Sam Harris)
2. Like a Girl – 3:04 (Melissa Jefferson, Warren Felder, Sean Douglas)
3. Juice – 3:15 (Melissa Jefferson, Theron Thomas, Eric Frederic, Sam Sumser, Sean Small)
4. Soulmate – 2:55 (Melissa Jefferson, Warren Felder, Sean Douglas)
5. Jerome – 3:51 (Adam Levin, Casey Harris, Melissa Jefferson, Sam Harris)
6. Cry Baby – 2:55 (Charles Hinshaw Jr., Melissa Jefferson, Nate Mercereau, Eric Frederic)
7. Tempo (feat. Missy Elliott) – 2:55 (Antonio Cuna, Dan Farber, Eric Fredric, Melissa Jefferson, Raymond Scott, Theron Thomas, Tobias Wincorn, Melissa Elliott, Ricky Reed)
8. Exactly How I Feel (feat. Gucci Mane) – 2:23 (Melissa Jefferson, Mike Sabath, Radric Davis, Theron Thomas)
9. Better in Color – 2:13 (Melissa Jefferson, Warren Felder, Michael Pollack, Trevor David Brown, William Zaire Simmons)
10. Heaven Help Me – 3:22 (Adam Levin, Casey Harris, Melissa Jefferson, Sam Harris)
11. Lingerie – 3:21 (Melissa Jefferson, Nate Mercereau, Theron Thomas, Eric Fredric)

Tracce bonus nell'edizione deluxe
1. Boys – 2:53
2. Truth Hurts – 2:53
3. Water Me – 3:06

Tracce bonus nell'edizione super deluxe
1. Good as Hell – 2:39
2. Good as Hell (Remix) (feat. Ariana Grande) – 2:39

## Successo commerciale
Cuz I Love You ha debuttato alla sesta posizione della Billboard 200 con 41,000 unità, di cui 24,000 copie pure. È il primo album di Lizzo ad entrare nella classifica. Nella settimana del 27 giugno, è tornato alla sua posizione di debutto. Nella settimana del 7 settembre, ha raggiunto un nuovo picco alla 4 posizione.

## Classifiche

### Classifiche settimanali
| Classifica (2019-21) | Posizione massima |
| -------------------- | ----------------- |
| Australia            | 19                |
| Austria              | 66                |
| Belgio (Fiandre)     | 77                |
| Belgio (Vallonia)    | 164               |
| Canada               | 11                |
| Croazia              | 32                |
| Francia              | 111               |
| Irlanda              | 44                |
| Islanda              | 39                |
| Lituania             | 61                |
| Regno Unito          | 30                |
| Stati Uniti          | 4                 |
| Svizzera             | 75                |
| Ungheria             | 12                |

### Classifiche di fine anno
| Classifica (2019) | Posizione |
| ----------------- | --------- |
| Canada            | 30        |
| Stati Uniti       | 20        |
| Classifica (2020) | Posizione |
| Australia         | 59        |
| Belgio (Fiandre)  | 152       |
| Canada            | 33        |
| Stati Uniti       | 41        |
| Classifica (2021) | Posizione |
| Stati Uniti       | 129       |